# Juan José Zúñiga
Pour les articles homonymes, voir Zúñiga.
Juan José Zúñiga Macías est un officier militaire bolivien qui sert comme commandant général de l'armée bolivienne de novembre 2022 jusqu'à son limogeage en juin 2024.

## Biographie

### Service dans l'armée
Zúñiga sert comme colonel du régiment REIM-23 Max Toledo entre 2012 et 2013. Il est inculpé pour le détournement de 2,7 millions de bolivianos destinés à Renta Dignidad et Juancito Pinto (en) au cours de son mandat, et est incarcéré pendant sept jours,.
Zúñiga est nommé général commandant de l'armée bolivienne le 1er novembre 2022.

### Conflit avec Evo Morales
Zúñiga est relevé de son poste de général commandant le 25 juin 2024, à la suite d'une série de menaces contre Evo Morales, qu'il menace d'arrêter. Dans une interview, il qualifie l'ancien président bolivien de « traître » et l'accuse de fomenter une révolution contre le gouvernement actuel, tout en affirmant que la Constitution bolivienne empêche Morales de revenir au pouvoir,. Cette dernière déclaration est rapportée comme confondant la Constitution avec un jugement du Tribunal constitutionnel plurinational disqualifiant Morales pour sa réélection en 2025. En réaction à son limogeage, Zúñiga annonce qu'il restera en fonction et que la hiérarchie militaire décidera de son sort.
Avant cela, Zúñiga est accusé par Morales d'être le commandant de l'organisation militaire Pachajcho, qui aurait comploté pour éliminer l'ancien président dans le cadre d'un « plan noir » contre les dirigeants de la production de coca et les opposants politiques.

### Tentative de coup d'État en 2024
Il est le principal instigateur de la tentative de coup d'État survenue en Bolivie le 26 juin 2024, durant laquelle il tente de renverser le président en fonction, Luis Arce.
Ses troupes essayent de renverser le gouvernement du président et prennent ensuite d'assaut la Casa Grande del Pueblo, le palais présidentiel. La porte du bâtiment est fracturée par un blindé et des soldats en prennent le contrôle.
Quelques heures plus tard, Zúñiga annonce qu'il formera un nouveau gouvernement, tout en affirmant qu'il reconnaît encore « pour l'instant » l'autorité du président Arce. Il annonce qu'il compte libérer les « prisonniers politiques », dont l'ancienne présidente Jeanine Áñez, ainsi que des officiers supérieurs, eux aussi emprisonnés.
Après la nomination de José Wilson Sánchez comme nouveau commandant, qui ordonne aux troupes de se retirer, celles-ci quittent la place. Le parquet ouvre une enquête à l'encontre de Zúñiga dans la foulée, qui est arrêté alors qu'il prend la parole devant la presse pour affirmer que le président lui aurait demandé de mettre en scène le déploiement de l'armée pour stimuler sa popularité.
Le coup d’État finit par échouer, notamment en raison de l'appel lancé par le président Arce et à la mobilisation des syndicats et de nombreux manifestants dans les rues.